# راضيان (خضر لو)
راضیان (بالفارسية: رازیان) هي قرية تقع في إيران في أذربيجان الشرقية. يقدر عدد سكانها بـ 990 نسمة .